# Gudfred
Gudfred (lat. Godofridus, dänisch Godfred oder Gøtrik) war ein dänischer König, der von 804 bis 810 in Haithabu residierte. Seine Herrschaft fiel in eine Zeit, in der es noch kein dänisches Einheitskönigtum gab. Gudfred ist als Herrscher über die dänischen Inseln und zudem über Teile Nordalbingiens, Norwegens und des heutigen Südschweden bekundet. Sein Reich soll sich von Schleswig über Fünen, Seeland und die übrigen Inseln bis ins heute schwedische Schonen erstreckt haben. Gudfred gilt demnach als einer der frühen Reichseiniger Dänemarks.

## Leben
Gemäß der Darstellung der Sagas war Gudfred der Sohn des schwedischen Götar-Königs Sigurd Ring (bisweilen auch Siegfried genannt; ungefähr 750–800) aus Västergötland, von dem er Teile von Götaland im heutigen Südschweden sowie (durch Sigurds Heirat mit Alfhild von Nordalbingen) die Halbinsel Angeln in Jütland erbte. Sigurd Ring hatte sein Reich der Sage nach gewonnen, indem er in der Schlacht von Bråvalla den gealterten Harald Hildetand in der Nähe des seeländischen Lejre besiegte. Vermutlich galt der Besuch des sächsischen Herzogs Widukind 777–778 dem König Sigurd Ring und fand etwa zum Zeitpunkt der Geburt seines Sohns Gudfred statt.
Gudfred heiratete Åsa und wurde damit Schwiegersohn des dänischen Königs Halfdan des Milden von Westerfold und der Lif von Westmare, Tochter von König Dag, wodurch er Fünen, Seeland (samt Hedeland) und die übrigen Inseln bis nach Schonen, dazu Värmland sowie die norwegischen Provinzen Westerfold, Hedemarken und Westmare erbte. Dadurch wurde das Land bis zur Widuu Teil der dänischen Reichseinigung.
Die fränkischen Annales regni Francorum erwähnen Gudfred erstmals für das Jahr 804. Während Karl der Große nach dem endgültigen Sieg über die Nordalbinger südlich der Elbe bei Hollenstedt lagerte, kam der Dänenkönig mit seiner Flotte und der ganzen Ritterschaft seines Reichs nach Sliesthorp an der Schlei, der Grenze seines Gebiets zu Nordalbingen. Dieses Sliesthorp ist identisch mit Haithabu. Ursprünglich war ein Treffen mit Karl südlich von Hollingstedt am Danewerk vereinbart, aber Gudfred schickte aus Vorsicht nur Unterhändler und beschränkte sich darauf, den neuen Nachbarn im Süden zur Abschreckung von seinem Heeresaufgebot und damit von seiner Verteidigungsbereitschaft wissen zu lassen.
808 griff Gudfred die von Karl zum Schutz der fränkischen Nordgrenze in Ostalbingien angesiedelten Abodriten an und zerstörte bei Groß Strömkendorf den Fernhandelsplatz Reric. Die dort ansässigen dänischen Kaufleute siedelte er zwangsweise in Sliesthorp an. Karl der Große ließ als Reaktion auf den dänischen Angriff die Festung Esesfelth und 809 den Limes Saxoniae errichten.
Nachdem Gudfred 809 bei Karl dem Großen noch um Versöhnung wegen des Überfalls auf die mit den Franken verbündeten Abodriten nachgesucht hatte, plünderten die Dänen im darauf folgenden Jahr das von den Franken beanspruchte zu Friesland gehörende Nordfriesland einschließlich der vorgelagerten friesischen Inseln. Auf dem Festland besiegten die Nordmänner die von Franken unterworfenen Friesen in drei Feldschlachten und machten reiche Beute. Zu einer militärischen Auseinandersetzung mit den anrückenden Franken kam es jedoch nicht mehr, weil Gudfred noch 810 in einem innerdänischen Machtkampf von einem seiner Leute ermordet wurde. Nachfolger wurde sein Neffe Hemming. Dieser schickte umgehend Unterhändler aus und schloss mit dem Frankenkaiser Frieden.
Die Einschätzung Gudfreds in den zeitgenössischen Quellen ist zwiespältig: Während die offiziösen Annales regni Francorum ihn ob seiner Angriffe auf das Herrschaftsgebiet der fränkischen Großmacht als wahnsinnig, anmaßend und überheblich beschreiben, hält Einhard es für möglich, dass der Dänenkönig Karl in Aachen angreifen wollte: „Er vermaß sich sogar, demnächst mit großer Heeresmacht in Aachen zu erscheinen, wo der König seinen Hof hielt. Und so prahlerisch auch seine Sprache, so wurde ihr doch nicht aller Glaube versagt; vielmehr war man der Ansicht, er hätte etwas der Art unternommen, wenn ihn nicht ein früher Tod daran verhindert hätte.“

## Erbfolgekrieg
Gudfred hatte mindestens fünf Söhne, die von Hemming nach Schweden vertrieben wurden, aber nach dessen Tod wieder nach Dänemark zurückkehrten und sich letztlich in einem erbitterten Erbfolgekrieg gegen Hemmings Nachfolger Harald Klak und dessen Sippe durchsetzen konnten und mit Horik I. den nächsten König stellten: 
- Olaf, König von Westerfold († 827)
- Gottfried (* um 785, † 814 bei Haithabu)
- Horik I. (Erik I.) († 854)
- Rodulf (Rolf) († 836 in Friesland)
- Ragnar († 836 in Friesland)